# Eoophyla tanzanica
Eoophyla tanzanica là một loài bướm đêm trong họ Crambidae.